# Bakka
Bakka (arab. بكا) – miejscowość w Syrii, w muhafazie As-Suwajda. W 2004 roku liczyła 2563 mieszkańców.